# Giải Alain-Fournier
Giải Alain-Fournier (tiếng Pháp: Prix Alain-Fournier) là một giải thưởng văn học của Pháp dành để khuyến khích một tác giả tiểu thuyết mới vào nghề - có thể là tác phẩm đầu tay, tác phẩm thứ hai hoặc thứ ba - và chưa từng đoạt một giải thưởng cấp quốc gia.
Giải này do thành phố Saint-Amand-Montrond lập ra năm 1986 và được đặt theo tên Alain-Fournier tác giả quyển Le Grand Meaulnes.

## Những người đoạt giải
- 1986 – Pierre Bergounioux, Ce pas et le suivant (Gallimard)
- 1987 – Jean Lods, Le Bleu des vitraux (Gallimard)
- 1988 – Richard Jorif, Le Navire Argo (François Bourin)
- 1989 – Luce Tillier, L'Ordre troublant des nénuphars (Kupczyk)
- 1990 – Philippe Delerm, Autumn (Le Rocher)
- 1991 – Anne-Marie Garat, Chambre noire (Flammarion)
- 1992 – Régine Detambel, Le Long Séjour (Julliard)
- 1993 – Amélie Nothomb, Hygiène de l'assassin (Albin Michel)
- 1994 – Alain Delbe, Les Îles jumelles (Phébus)
- 1995 – Nicolas Kieffer, Peau de lapin (Seuil)
- 1996 – Xavier Hanotte, Manière noire (Belfond)
- 1997 – Dominique Sigaud, L'Hypothèse du désert (Gallimard)
- 1998 – Laurent Ardenne, Le Mal de Malifaut (Le Temps des Cerises)
- 1999 – Louis Maspero, Une île au bord du désert (L'Aube)
- 2000 – Joël Egloff, Edmond Ganglion & fils (Le Rocher)
- 2001 – Adeline Yzac, Le Dernier de la Lune (Le Rouergue)
- 2002 – Véronique Olmi, Bord de mer (Actes Sud)
- 2003 – Dominique Mainard, Leur histoire (Joëlle Losfeld)
- 2004 – Jean-Louis Serrano, Le Monde m'était promis (Editions de l'Aube)
- 2005 – Karine Mazloumian, Tanguer (Plon)
- 2006 – Hélène Bonafous-Murat, Morsures (Editions Le Passage)
- 2007 – Laurence Tardieu, Puisque rien ne dure (Editions Stock)
- 2008 – Karima Berger, Filiations dangereuses (Editions Chèvre-feuille étoilée)
- 2009 – Yasmine Char, La main de Dieu (Gallimard)
- 2010 – Tatiana Arfel, L'Attente du soir (José Corti)
- 2011 – Pierre Cendors, Engeland (Finitude)
- 2012 – Yamen Manai, La Sérénade d'Ibrahim Santos (Elyzad)